# Pigafetta filaris
Pigafetta filaris är en enhjärtbladig växtart som först beskrevs av Paul Dietrich Giseke, och fick sitt nu gällande namn av Odoardo Beccari. Pigafetta filaris ingår i släktet Pigafetta och familjen Arecaceae. Inga underarter finns listade i Catalogue of Life.